# 2017 TW4
2017 TW4 ist ein Asteroid, der zu den Erdnahen Asteroiden (Amor-Typ) zählt und am 12. Oktober 2017 am Mount-Lemmon-Observatorium in den Santa Catalina Mountains nördlich von Tucson in Arizona (IAU-Code 645) entdeckt wurde.